# Franz Josef Meinrad Merkel
Dom Franz Josef Meinrad Merkel, C.S.Sp. (Hardheim, Alemanha, 22 de Setembro de 1944), é um religioso católico alemão, bispo emérito de Humaitá, Amazonas.
Meinrad Merkel foi ordenado ao sacerdócio em 22 de maio de 1971. Como missionário espiritano no Brasil, foi responsável de seminários da Congregação do Espírito Santo e atuou como pároco por dez anos na Bahia, antes de ser nomeado para Diocese de Humaitá.
Francisco foi nomeado como bispo em 26 de julho de 2000, e recebeu a ordenação episcopal em 15 de outubro de 2000, através de Dom José Jovêncio Balestieri, bispo-coadjutor de Rio do Sul e seu antecessor. Os co-consagrantes foram Dom Moacyr Grechi, arcebispo de Porto Velho, e Dom Sérgio Eduardo Castriani, Prelado-Coadjutor de Tefé.
No início do Sínodo da Amazônia, Dom Francisco Merkel presenteou o Papa Francisco com seu báculo, feito de madeira e com simbolismo indígena, que o pontífice usou na eucaristia de encerramento do encontro.